# كريستيان كاراسكو
كريستيان كاراسكو (بالإسبانية: Cristian Carrasco)‏ هو مدرب كرة قدم ولاعب كرة قدم تشيلي، ولد في 7 يوليو 1978 في سانتياغو في تشيلي. لعب مع برسيبورا جايابورا وبي إس إم إس ميدان وبيرسما مانادو وبيرسيتا تانغيرانغ.

## وصلات خارجية
- كريستيان كاراسكو على موقع قاعدة بيانات كرة القدم.إي يو (الإنجليزية)
- كريستيان كاراسكو على موقع Soccerway.com (الإنجليزية)
- كريستيان كاراسكو على موقع عالم كرة القدم.نت (الإنجليزية)